# 榎木英介
榎木 英介（えのき えいすけ、1971年〈昭和46年〉10月16日 - ）は、日本の病理医。博士（医学）（論文博士）。若手研究者のキャリア問題や、医療のあり方を考える活動を行っている。著書『博士漂流時代』（ディスカヴァー・トゥエンティワン）にて科学ジャーナリスト賞2011を受賞。

## 来歴・人物
1971年、神奈川県横浜市生まれ。 神奈川県立柏陽高等学校を卒業後、早稲田大学理工学部応用化学科に入学するも仮面浪人をして東京大学理科二類に進学。1995年に東京大学理学部生物学科動物学専攻を卒業後、東京大学大学院理学系研究科生物科学専攻に進学（指導教官：総合文化研究科浅島誠教授）。博士課程を中退後、神戸大学医学部医学科に学士編入学。医学の学業とともに、山村博平教授（現名誉教授）のもとで生化学の研究を行う。2004年卒業、医師免許取得。2006年、博士（医学）の学位を取得。
2009年神戸大学医学部附属病院特定助教。兵庫県赤穂市民病院にて一人病理医として勤務の後、2011年8月からは近畿大学医学部病理学教室医学部講師。2015年4月から近畿大学医学部附属病院臨床研究センター講師として研究倫理教育を担当。病理学教室、病理診断科も兼任しており、病理診断、医学教育も行う。2019年から2020年まで赤穂市民病院で勤務し、その後はフリーの病理医として活動。病理専門医、細胞診専門医。
2003年、NPO法人サイエンス・コミュニケーションを設立し、代表理事に就任（2009年まで。2010年11月退会）。病理診断医としての仕事の傍ら、自身が研究者としてのキャリアに迷い方向転換したこともあり、若手研究者のキャリア問題を考える活動を行っている。また、女子中高生のための科学塾への参加など、科学技術コミュニケーションに関する活動も続けている。2010年には任意団体サイエンス・サポート・アソシエーションを新たに立ち上げ、科学・技術政策の在り方を考える活動を開始した後、2018年には一般社団法人科学・政策と社会研究所を設立し、代表理事を務めている。このほか、一般社団法人全国医師連盟代表理事をつとめる。

## 主な著作

### 博士学位論文
- 『The phenoxazine derivative Phx-1 suppresses IgE-mediated degranulation in rat basophilic leukemia RBL-2H3 cells』学位論文（神戸大学乙第2877号）、2006年3月20日、NAID 500000350909。

### 単著
- 『博士漂流時代　―「余った博士」はどうなるか？―』ディスカヴァー・トゥエンティワン〈DIS+COVERサイエンス 005〉、2011年、ISBN 9784887598607。
- 『医者ムラの真実』ディスカヴァー・トゥエンティワン〈ディスカバー携書 111〉、2013年10月、ISBN 9784799313992。
- 『嘘と絶望の生命科学』文藝春秋〈文春新書 986〉、2014年7月、ISBN 9784166609864。
- 『病理医が明かす死因のホント』日経BP日本経済新聞出版本部〈日経プレミアシリーズ 454〉、2021年5月、ISBN 9784532264543。
- 『フリーランス病理医はつらいよ』ワニブックスPLUS新書、2023年5月、ISBN 9784847066924。

### 共著・編著
- 近藤武史、榎木英介『わたしの病気は何ですか? ― 病理診断科への招待 ―』岩波書店〈岩波科学ライブラリー 177〉、2010年12月、ISBN 9784000295772。
- 榎木英介 編著『研究不正と歪んだ科学 ― STAP細胞事件を超えて ―』日本評論社、2019年11月、ISBN 9784535787674。
- 榎木英介、田中智之 編著『あなたの知らない研究グレーの世界』中外医学社、2023年11月、ISBN 9784498148482。

### 解説・論説
- 「発生生物学的アプローチによる人工臓器の形成」『人工臓器』第26巻第4号、1997年8月、849-857頁、浅島誠との共著。
- 「研究倫理問題 現状と課題 ― 科学研究の不正行為を中心に ―」『神戸大学医学部神緑会学術誌』第23号、2007年8月、118-121頁。
- 「なぜ我々は AAAS に注目するのか」『科学技術コミュニケーション』第2号、2007年9月、49-55頁。
- 「ポスドク問題 ― 現状と課題 ―」『日本物理学会誌』第62巻第12号、2007年12月、950-953頁、NCID AA11527084、CRID 1520853832156913152。
- 「生命科学の研究倫理 ― なぜ不正が絶えないのか?」『Keio SFC journal』第15巻第1号、2015年、340-362頁。
- 「科学の事件は社会からどう見られているか ―「中間的な専門家」の必要性 ―」『科学技術コミュニケーション』第18号、2015年12月、109-115頁。
- 「医学・生命科学における研究不正の現状と研究公正に向けた取り組み」『近畿大学医学雑誌』第42巻第3-4号、2017年2月、9A-17A頁、NCID AN00063584、CRID 1050001202540312320。
- 「日本における研究不正の実例とメディアでの取り上げられ方」『YAKUGAKU ZASSHI』第138巻第4号、2018年、459-464頁。
- 「病理検体における病原体感染対策について教えてください」『臨床検査』第65巻第4号、2021年、442-443頁。
- 「科学政策を動かすには?」『地球・宇宙・未来』第1巻第2号、2025年、27-32頁。

## 主な受賞歴
- 2005年 - 柿内賢信記念賞研究助成金「実践賞」 - 受賞テーマ「日本の科学技術政策形成における非営利組織の役割」[8]
- 2011年 - 日本科学技術ジャーナリスト会議「科学ジャーナリスト賞2011」 - 受賞作『博士漂流時代』[2]